# 天目一箇神
天目一箇神（あめのまひとつのかみ）は、日本神話に登場する製鉄・鍛冶の神。

## 概要
『古語拾遺』、『日本書紀』、『播磨国風土記』に登場する。別名は天之麻比止都禰命（あめのまひとつねのみこと）、天久斯麻比止都命（あめのくしまひとつのみこと）、天津麻羅（あまつまら）、天久之比命（あまくしひのみこと）、天戸間見命（あめのとまみのみこと）、天奇目一箇命（あめのくしまひとつのみこと）、天目一箇命（あめのまひとつのみこと）、天目一箇禰命（あめのまひとつねのみこと）、天戸須久根命（あめのとすくねのみこと）、天照眞良建雄命（あまてらすますらたけおのみこと）とされる。ひょっとこ（火男）の原型とも伝えられている。
『新撰姓氏録』によれば、天目一箇神は天津彦根命の子である。後裔には、筑紫国・伊勢国の忌部氏、山城国菅田首、山城国山背忌寸、大和国葦田首、山代直（山背国造）がいる。

## 考証
鍛冶の神であり、『古事記』の岩戸隠れの段で鍛冶をしていると見られる天津麻羅と同神とされる。神名の「目一箇」（まひとつ）は「一つ目」（片目）の意味であり、鍛冶が鉄の色でその温度をみるのに片目をつぶっていたことから、または片目を失明する鍛冶の職業病があったことからとされている。
天目一箇神は『播磨国風土記』の託賀郡（多可郡）の条に天目一命の名で登場する。土地の女神・道主日女命（みちぬしひめのみこと）が父のわからない子を産んだが、子に盟酒（うけいざけ）をつぐ相手を諸神から選ばせたところ、天目一命についだことから天目一命が子の父であるとわかったというもので、この神話は農耕民と製銅者集団の融合を表していると考えられている。天目一箇神を祀る天目一神社（兵庫県西脇市大木町（旧多可郡日野村大木）現在のものは再興）では製鉄の神として信仰されていた。

## 一目連
一目連（いちもくれん、ひとつめのむらじ）は多度大社（三重県桑名市多度町多度）別宮の一目連神社の祭神の天目一箇神と同一視されるが、本来は片目が潰れてしまった龍神であり、習合し同一視されるようになったという。
一目連は天候（風）を司る神とされ、江戸時代には伊勢湾での海難防止の祈願と雨乞いが盛んに行なわれた。柳田國男は伊勢湾を航行する船乗りが多度山の様子から天候の変化を予測したことから生まれた信仰と考察しているが、養老山地の南端に位置する多度山は伊勢湾北部周辺の山としてはもっとも伊勢湾から近く、山にかかる霧などの様子から天候の変化の予測に適した山だったのであろう。
『和漢三才図会』の「颶（うみのおほかせ）」に「按勢州尾州濃州驒州有不時暴風至俗稱之一目連以爲神風其吹也抜樹仆巖壞屋爲不破裂者惟一路而不傷也處焉勢州桑名郡多度山有一目連」との記述があるが、伊勢・尾張・美濃・飛騨では一目連が神社を出て暴れると暴風が起きるとの伝承によるものと考えられている。一目連神社の社殿には扉がないが、一目連が神威を発揮するために自由に出入りできるようにとの配慮であるという。